# Deopalpus rubidus
Deopalpus rubidus là một loài ruồi trong họ Tachinidae.